# إنريكي أوتشوا رضا
إنريكي أوتشوا رضا هو اقتصادي ومحامي وسياسي مكسيكي، ولد في 1 سبتمبر 1972 في موريليا في المكسيك. انتخب عضو مجلس النواب المكسيك ‏ وانتخب President of the Institutional Revolutionary Party ‏.